# 皮捷利湖
56°36′15″N 28°02′25″E / 56.6042°N 28.0403°E
皮捷利湖（俄语：Питель，拉脫維亞語：Peiteļa ezers），是東歐的湖泊，位於俄羅斯和拉脫維亞，處於普斯科夫州和齊布拉市鎮，面積3.8平方公里，集水區面積36.7平方公里，平均水深1.5米，最大水深4.5米。